# Beaujolais

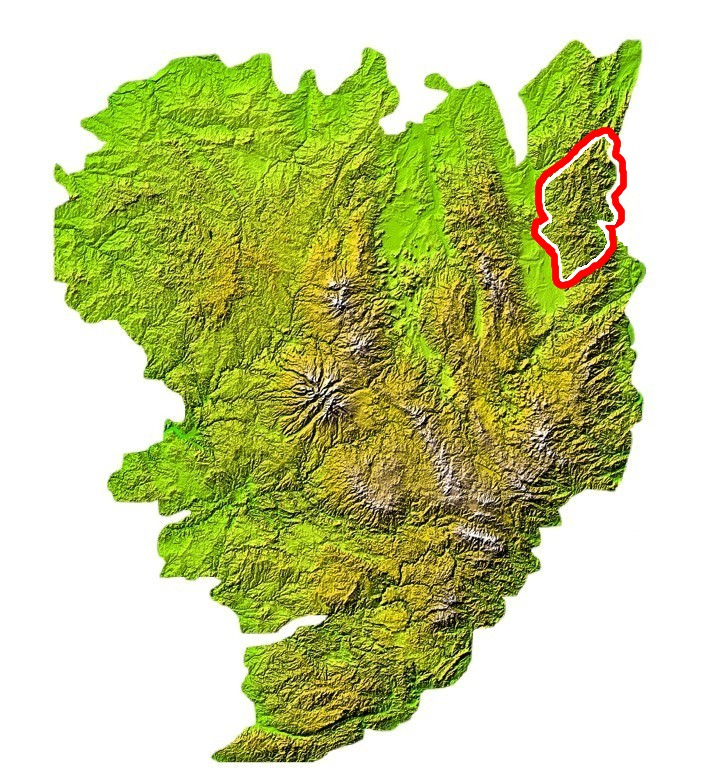
Locatie van de Beaujolais in het noordoosten van het Centraal Massief.

Beaujolais is een natuurlijke regio in Frankrijk ten noorden van Lyon en omvat het noordelijke deel van het departement Rhône en het zuidelijke deel van het departement Saône-et-Loire.
De naam Beaujolais verwijst naar de oude hoofdstad Beaujeu; de voornaamste stad is nu Villefranche-sur-Saône.
Hoogste punt van het Beaujolaisgebergte, een noordoostelijke uitloper van het Centraal Massief, is de Mont Saint-Rigaud die 1009 meter hoog is.
Beaujolais was een van de oude provincies van Frankrijk, wel in enige mate afhankelijk van het hertogdom Bourgondië en later van de gelijknamige provincie. Intussen maakt een van de twee genoemde departementen, Saône-et-Loire, opnieuw deel uit van de hedendaagse regio Bourgondië.

## Baronie Beaujolais
Beaujolais was eerst een baronie in bezit van de graven van Lyon en Forez, die in het jaar 900 voor het eerst ook de titel van sire of heer van Beaujeu voerden. Het leen ging in 1390 over naar het Huis Bourbon. In 1531 kwam het aan de Franse koning maar die stond het in 1560 weer af aan familieleden. Het bleef tot aan de Franse Revolutie in handen van de tak van Orléans van de koninklijke familie, onder anderen Filips van Orléans. 

### Heren uit het huis Beaujeu
- Omfred van Beaujeu (ca. 911 - ca. 940)
- Berard van Beaujeu (ca. 929 - 966)
- Humbert I van Beaujeu (949 - 1015)
- Guichard I van Beaujeu (ca. 988 - 1050)
- Guichard II van Beaujeu (ca. 1020 - 1071)
- Humbert II van Beaujeu (ca. 1051-1102)
- Guichard III van Beaujeu (1075 - 1137)
- Humbert III van Beaujeu (1120 - 1192)
- Humbert IV van Beaujeu (1142 - 1189)
- Guichard IV van Beaujeu (1160 - 1216)
- Humbert V van Beaujeu (1197 - 1250)
- Guichard V van Beaujeu (ca. 1238 - 1265)
- Isabelle van Beaujeu (? - 1272)

### Heren uit het huis Beaujeu-Forez
- Lodewijk van Beaujeu-Forez (? - 1295)
- Guichard VI van Beaujeu (? - 1331)
- Édouard I van Beaujeu (1316 - 1351)
- Antoine van Beaujeu (1343 - 1374)
- Édouard II van Beaujeu (1351 - 1400)